# Млака при Кочевју
Млака при Кочевју (словен. Mlaka pri Kočevju) је насељено место у општини Кочевје, регија Југоисточна Словенија, Словенија.

## Историја
До територијалне реорганизације у Словенији била је у саставу старе општине Кочевје.

## Становништво
У попису становништва из 2011. године, Млака при Кочевју је имала 280 становника.
| Број становника према пописима | Број становника према пописима | Број становника према пописима |
| ------------------------------ | ------------------------------ | ------------------------------ |
| 1991                           | 2002                           | 2011                           |
| 277                            | 287                            | 280                            |

Напомена: До 1953. исказивано под именом Млака.